# Nantes-Saint-Nazaire-Nantes
Nantes-Saint-Nazaire-Nantes est une ancienne course cycliste française, organisée par l'Union cycliste Nantes Atlantique de 1910 à 1960, dans le département de la Loire-Atlantique entre Nantes et Saint-Nazaire.

## Palmarès
| Année | Vainqueur          | Deuxième         | Troisième          |
| ----- | ------------------ | ---------------- | ------------------ |
| 1910  | Gaston Loizeau     | Donatien Leroux  | Hubert             |
| 1911  | Hubert             | Haigron          | Émile Busson       |
| 1912  | Émile Fillodeau    | Émile Busson     | Rotily             |
| 1913  | Émile Fillodeau    | Jean Billy       | Louis David        |
| 1914  | Jean Billy         | Émile Fillodeau  | Donatien Leroux    |
| 1926  | Alexandre Piveteau | Léon Halgand     | Henri Chauvet      |
| 1928  | René Guignaudeau   | Henri Chauvet    | Émile Thomelet     |
| 1929  | Henri Chauvet      | Joseph Noleau    | Jean Guimard       |
| 1930  | Léopold Boisselle  | Baptiste Magré   | René Guignaudeau   |
| 1931  | Léopold Boisselle  | René Guignaudeau | Lucien Allory      |
| 1932  | Camille Louvel     | Jean Marçais     | Louis Hourdeau     |
| 1933  | Raymond Goubault   | Roger Parioleau  | Maurice Berlu      |
| 1934  | Émile Bruneau      | Lucien Allory    | Armel Desouches    |
| 1935  | Maurice Clochard   | Lucien Allory    | Pierre Cogan       |
| 1937  | Pierre Cogan       | Marcel Potiron   | Robert Roinsard    |
| 1938  | Jean Le Goff       | Marcel Tiger     | François Adam      |
| 1939  | Pierre Thual       | Renzo Renzo      | Lucien Allory      |
| 1941  | Marcel Tiger       | Séverin Vergili  | Éloi Tassin        |
| 1942  | Gabriel Gaudin     | Guy Bethery      | Émile Langouët     |
| 1946  | Georges Audrain    | Yves Robert      | Marcel Potiron     |
| 1947  | Charles Daniélou   | Charles Dupuy    | Georges Audrain    |
| 1948  | Pierre Chalain     | Georges Audrain  | Marcel Charpentier |
| 1949  | Amand Audaire      | François Person  | Maurice Subram     |
| 1950  | Pierre Moysan      | Joseph Jaunatre  | Auguste Botherel   |
| 1951  | Norbert Esnault    | Louis Gillet     | Georges Audrain    |
| 1952  | Georges Gilles     | Gabriel Gaudin   | Gaston Hervy       |
| 1953  | Ange Roussel       | Henri Bercegeay  | Armand Cadou       |
| 1954  | Roger Provost      | Bernard          | Crochet            |
| 1955  | André Chiffoleau   | Futul            | René Fagault       |
| 1956  | Marcel Fouquet     | Roger Provost    | Gaston Hervy       |
| 1957  | Roger Provost      | Max Bléneau      | Michel Le Bris     |
| 1958  | Gabriel Conan      | Marcel Fouquet   | Leroux             |
| 1959  | Louis Gillet       | Amand Audaire    | Max Bléneau        |
| 1960  | Gérard Gaillot     | Georges          | Le Priol           |